# 牛宏升
牛 宏升（ぎゅう こうしょう、Niu Hongsheng、1827年 - 1866年）は、清末の捻軍の反乱の指導者の一人。牛洛紅と呼ばれた。
安徽省潁州府亳州曹市集出身。頼文光・張宗禹・任柱らとともに捻軍の指導部を形成する。1864年11月、頼文光より太平天国の荊王に封ぜられる。1866年4月より山東省・江蘇省を転戦し、5月に河南省に入るが、曽国藩が派遣した周盛波の猛追を受け、5月15日に戦闘となった。牛宏升は周盛波の馬を討ちとって周盛波を負傷させた。しかし牛宏升も重傷を負い、数日後に鹿邑県の馬家寨で死去した。